# 눈꽃동충하초강
눈꽃동충하초강(Eurotiomycetes)은 자낭균문에 속하는 균류 강의 하나이다. 이전에는 눈꽃동충하초강에 속하는 일부 종을 부정자낭균강(不整子囊菌綱, Plectomycetes)으로 분류했다.

## 분류
- 카이토티리움아강 (Chaetothyriomycetidae)
  - 카이토티리움목 (Chaetothyriales)
  - Pyrenulales
  - Verrucariales
- 눈꽃동충하초아강 (Eurotiomycetidae)
  - Coryneliales
  - 눈꽃동충하초목 (Eurotiales)
  - 흰가시동충하초목 (Onygenales)
- Mycocaliciomycetidae
  - Mycocaliciales